# سامانثا روبنسون (ممثلة)
سامانثا روبنسون (بالإنجليزية: Samantha Robinson)‏ هي ممثلة أمريكية، ولدت في 19 أكتوبر 1991 في نيويورك في الولايات المتحدة.

## وصلات خارجية
- سامانثا روبنسون على موقع IMDb (الإنجليزية)
- سامانثا روبنسون على موقع قاعدة بيانات الفيلم (الإنجليزية)